# BK-1125炮艇

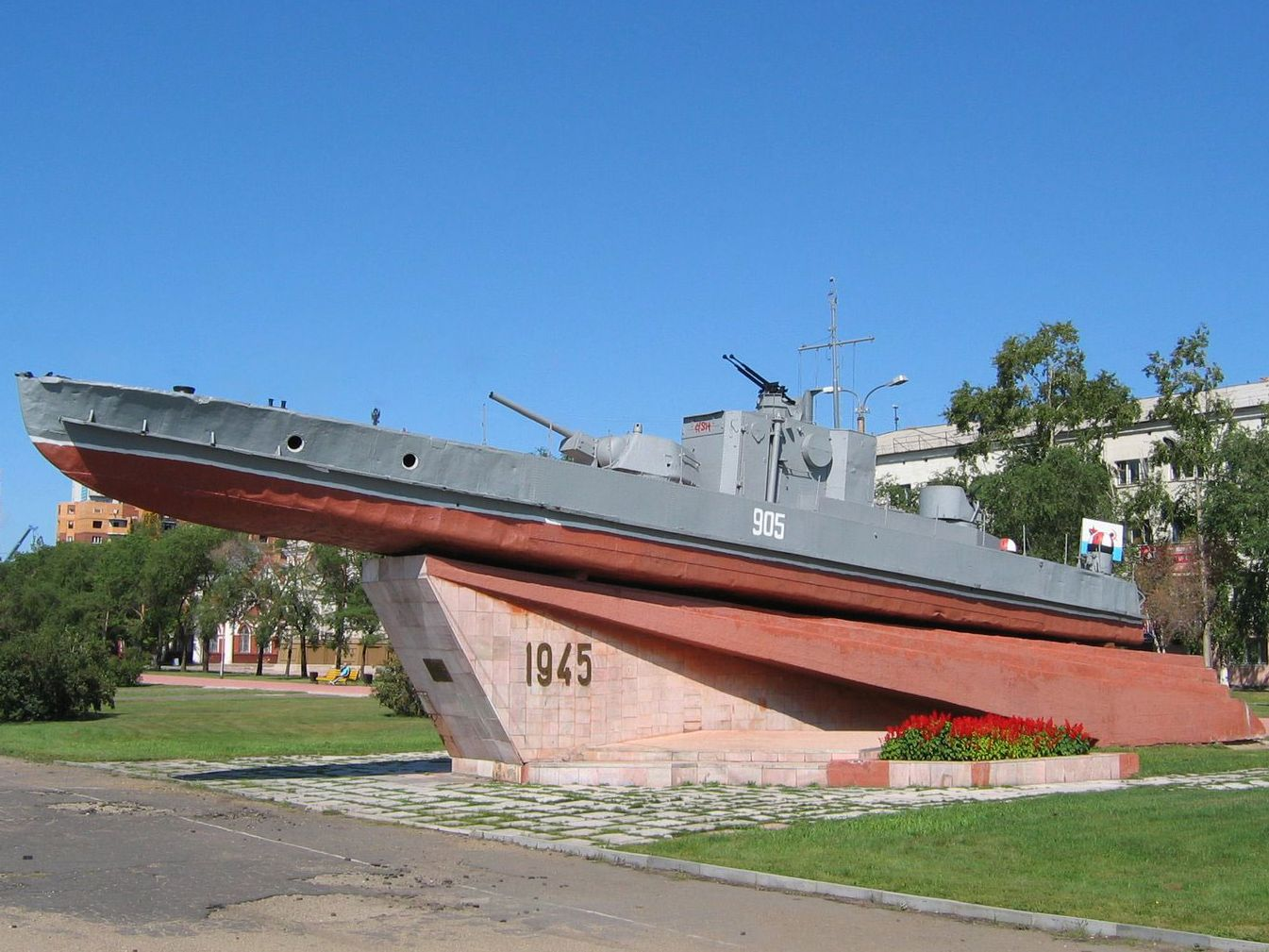
BK-1125炮艇

BK-1125炮艇是蘇聯海軍在第二次世界大戰期間使用的內河炮艇，該種炮艇是在一個吃水淺的內河艇艇身前方加上一個T-34/76坦克炮塔，後方再加上一個機槍塔而成，部份BK-1125炮艇會把後方的機槍塔改成喀秋沙火箭發射器。
BK是「BRONEKATER」的簡寫，也就是裝甲船的意思，蘇聯在1938年至1945年間總共生產了151艘BK-1125炮艇。

## 基本資料
- 排水量:26.5噸
- 全長:22.65米
- 全寛:3.55米
- 吃水:0.56米

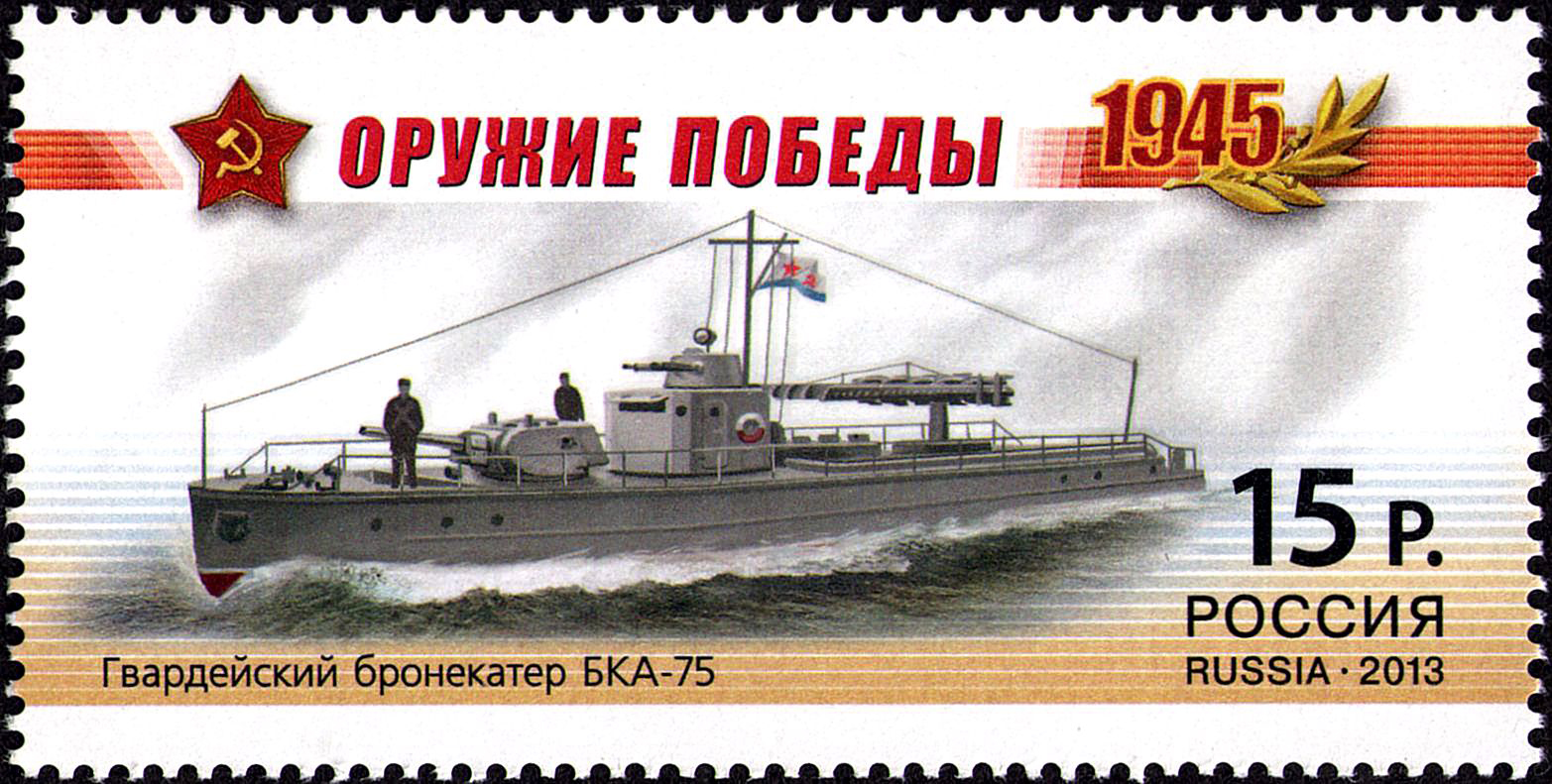
部份BK-1125炮艇會在後方加上一個喀秋沙火箭發射器

- 動力:一部720匹至800匹馬力汽油發動機，單螺旋槳單方向舵
- 最快速度:19.7節
- 航程:250海里（15節）
- 船員:13人
- 火力:1挺76.2毫米口徑F-34主炮、1挺12.7毫米口徑DShK重機槍、2挺7.62毫米口徑DP機槍、10個水雷、1個喀秋沙火箭發射器（部份）

## 實戰
BK-1125炮艇在蘇芬戰爭和德蘇戰爭期間作為「河上坦克」用於對付德軍和芬軍的坦克和步兵，炮轟敵岸防線和城市（例如:曾用於炮轟奧地利首都維也納），在斯大林格勒战役以至柏林戰役，BK-1125炮艇還作為運輸船，從水路運送部隊和物資，除了走水路，BK-1125還能被吊上陸地再用火車運送，而除了歐洲河流，波羅的海和黑海也是其主要戰場:

### 波羅的海

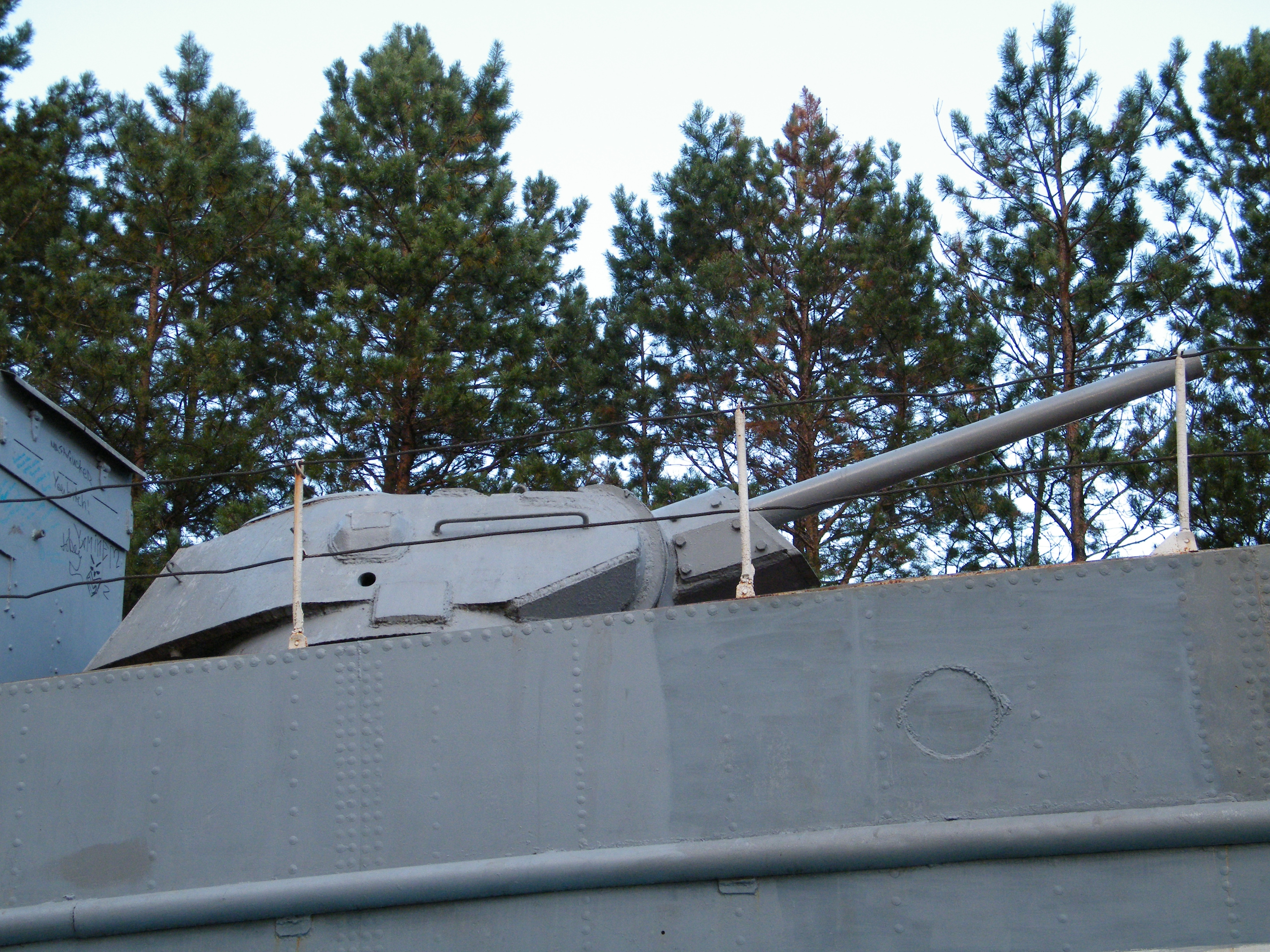
BK-1125炮艇上的T-34/76炮塔

1941年8月28日，蘇聯炮艇BK-213和BK-214在芬蘭岸邊遇上一隊乘坐著由摩托艇牽引著小艇的芬蘭士兵，為求突然，蘇軍指揮官首先不向他們開火，然後發動偷襲，此戰4艘芬蘭的摩托艇與2艘小艇一起沉沒，而其他2艘小艇也被摧毀。
1944年8月13日，蘇聯炮艇BK-213和BK-322在佩皮斯湖遇上4艘德軍佈雷艇，在戰鬥當中3艘德軍佈雷艇被擊沉而其餘一艘編號為KM-08的佈雷艇逃跑，蘇軍炮艇追截，最終德軍KM-08佈雷艇被蘇軍炮艇圍攻而挌淺在一個泥灘，在艇上的德軍水兵有11人，其中2人設法躲藏但後來仍被發現，5人死亡，4人被擄（其中2人死於傷患），蘇軍炮艇並未受損，後來KM-08艇被德國空軍炸毀。
1945年4月16日至17日的夜晚，一隊蘇軍炮艇（BK-200，BK-201，BK-202，BK-204，BK-205，BK-206，BK-212，BK-213和BK- 214）襲擊了一隊由皮勞開出的德軍駁船和武裝船隻，蘇聯聲稱已經擊沉了2艘武裝船隻和2艘駁船，但由於德軍文獻並無記載此事，這些勝利無法證實，1945年4月26日，BK-1125型的蘇聯砲艇與至少3艘不明目標的德國武裝船隻發生衝突，令人遺憾的是，關於這場戰鬥的文件很少，蘇聯人聲稱已經摧毀了兩艘德國船，這個事件還有待研究核實。

### 黑海
1943年8月18日，德軍輔助炮艇MAL-1和MAL-2在亞速海海域攔截了蘇聯炮艇BK-123和BK-133（均為BK-1125炮艇），德軍炮艇由於載有88炮而在火力和準確度都佔上風，這兩艘蘇軍炮艇都被擊沉而德軍炮艇並無損傷，蘇軍4人被擄。
1943年8月30日，蘇軍對他根樂灣進行突襲，炮艇BK-311和BK-313運送了士兵登陸並且和德軍輔助炮艇MAL-1交火，正如8月18日發生的那樣，德軍炮艇由於載有88炮而在火力和準確度都佔上風，德軍擊沉了此兩艘蘇軍炮艇而自身並無損傷，7名蘇聯水兵被擄。

## 使用國家
- 苏联

## 外部連結
- 坦克炮艇（页面存档备份，存于）
- MIG BK-1125 1/35（页面存档备份，存于）
- MIG BK-1125 1/72（页面存档备份，存于）
- Soviet WWII armored boats（页面存档备份，存于）
- Bronekater BK 1124/BK 1125 – Armored Patrol Boats（页面存档备份，存于）